# Chris Eubank, Jr.
Christopher Livingstone Eubank Jr est un boxeur britannique né le 18 septembre 1989 à Hove en Angleterre. C'est le fils du boxeur Chris Eubank.

## Carrière
Passé professionnel en 2011, il remporte ses 18 premiers combats, ce qui lui permet de disputer le championnat d'Europe EBU des poids moyens le 29 novembre 2014. Opposé à son compatriote Billy Joe Saunders, il s'incline aux points par décision partagée. Le 26 mars 2016, il remporte le titre de champion d'Angleterre des poids moyens en battant au 10e round Nick Blackwell.
Passé dans la catégorie des super-moyens, il s'empare de la ceinture IBO le 4 février 2017 aux dépens de l'australien Renold Quinlan par arrêt de l'arbitre à la 10e reprise, ceinture qu'il conserve le 15 juillet 2017 aux dépens d'Arthur Abraham et le 7 octobre 2017 par KO au 3e round contre le Turc invaincu Avni Yldirim.
Chris Eubank Jr s'incline pour la ceinture WBA des poids super-moyens le samedi 17 février 2018 contre son compatriote George Groves à l'unanimité des trois juges.
En octobre 2024, il remporte le titre IBO des poids moyens en battant le polonais Kamil Szeremeta par KO technique au 7e round.